# 2001-es rövid pályás úszó-Európa-bajnokság
A 2001-es rövid pályás úszó-Európa-bajnokságot december 13. és december 16. között rendezték Antwerpenben, Belgiumban. Az Eb-n 38 versenyszámot rendeztek.

## Éremtáblázat
| Helyezés | Nemzet             | Arany | Ezüst | Bronz | Összesen |
| 1.       | Németország        | 8     | 8     | 5     | 21       |
| 2.       | Svédország         | 7     | 4     | 6     | 17       |
| 3.       | Ukrajna            | 4     | 4     | 0     | 8        |
| 4.       | Hollandia          | 3     | 3     | 2     | 8        |
| 5.       | Szlovénia          | 3     | 2     | 3     | 8        |
| 6.       | Szlovákia          | 3     | 1     | 0     | 4        |
| 7.       | Egyesült Királyság | 2     | 6     | 5     | 13       |
| 8.       | Csehország         | 2     | 1     | 2     | 5        |
| 9.       | Olaszország        | 2     | 0     | 1     | 3        |
| 10.      | Ausztria           | 1     | 2     | 1     | 4        |
| 11.      | Horvátország       | 1     | 1     | 1     | 3        |
| 12.      | Lengyelország      | 1     | 0     | 0     | 1        |
| 12.      | Svájc              | 1     | 0     | 0     | 1        |
| 14.      | Finnország         | 0     | 2     | 3     | 5        |
| 15.      | Oroszország        | 0     | 1     | 5     | 6        |
| 16.      | Franciaország      | 0     | 1     | 3     | 4        |
| 17.      | Dánia              | 0     | 1     | 2     | 3        |
| 18.      | Izrael             | 0     | 1     | 0     | 1        |
| Összesen | Összesen           | 38    | 38    | 39    | 115      |

## Érmesek
- WR – világrekord (World Record)
- ER – Európa-rekord (európai versenyző által elért eddigi legjobb eredmény) (European Record)

### Férfi
| Versenyszám              | Arany                                                                               | Arany      | Ezüst                                                                             | Ezüst    | Bronz                                                                             | Bronz    |
| ------------------------ | ----------------------------------------------------------------------------------- | ---------- | --------------------------------------------------------------------------------- | -------- | --------------------------------------------------------------------------------- | -------- |
| 50 m-es gyorsúszás       | Stefan Nystrand · Svédország                                                        | 21,15      | Oleksandr Volynets · Ukrajna                                                      | 21,60    | Pieter van den Hoogenband · Hollandia                                             | 21,65    |
| 100 m-es gyorsúszás      | Stefan Nystrand · Svédország                                                        | 47,15      | Pieter van den Hoogenband · Hollandia                                             | 47,42    | Romain Barnier · Franciaország                                                    | 47,53    |
| 200 m-es gyorsúszás      | Pieter van den Hoogenband · Hollandia                                               | 1:42,46 ER | Květoslav Svoboda · Csehország                                                    | 1:44,78  | Stefan Herbst · Németország                                                       | 1:45,32  |
| 400 m-es gyorsúszás      | Emiliano Brembilla · Olaszország                                                    | 3:41,27    | Jörg Hoffmann · Németország                                                       | 3:42,09  | Jacob Carstensen · Dánia                                                          | 3:42,28  |
| 1500-as gyorsúszás       | Jörg Hoffmann · Németország                                                         | 14:41,20   | Alexei Filipets · Oroszország                                                     | 14:41,98 | Nicolas Rostoucher · Franciaország                                                | 14:47,47 |
|                          |                                                                                     |            |                                                                                   |          |                                                                                   |          |
| 50 m-es hátúszás         | Stev Theloke · Németország                                                          | 23,97      | Ante Mašković · Horvátország                                                      | 24,53    | Peter Mankoč · Szlovénia                                                          | 24,54    |
| 100 m-es hátúszás        | Thomas Rupprath · Németország                                                       | 50,99      | Stev Theloke · Németország                                                        | 51,92    | Gregor Tait · Egyesült Királyság                                                  | 52,90    |
| 200 m-es hátúszás        | Gordan Kožulj · Horvátország                                                        | 1:53,37    | Yoav Gath · Izrael                                                                | 1:54,15  | Simon Dufour · Franciaország                                                      | 1:54,21  |
|                          |                                                                                     |            |                                                                                   |          |                                                                                   |          |
| 50 m-es mellúszás        | Oleg Lisogor · Ukrajna                                                              | 26,71      | Mark Warnecke · Németország                                                       | 26,75    | Darren Mew · Egyesült Királyság                                                   | 26,85    |
| 100 m-es mellúszás       | Oleg Lisogor · Ukrajna                                                              | 59,02      | James Gibson · Egyesült Királyság                                                 | 59,23    | Daniel Málek · Csehország                                                         | 59,51    |
| 200 m-es mellúszás       | Maxim Podoprigora · Ausztria                                                        | 2:07,79    | Ian Edmond · Egyesült Királyság                                                   | 2:08,03  | Daniel Málek · Csehország                                                         | 2:09,07  |
|                          |                                                                                     |            |                                                                                   |          |                                                                                   |          |
| 50 m-es pillangóúszás    | Lars Frölander · Svédország                                                         | 23,07      | Mark Foster · Egyesült Királyság                                                  | 23,11    | Tero Välimaa · Finnország                                                         | 23,59    |
| 100 m-es pillangóúszás   | Thomas Rupprath · Németország                                                       | 50,26 WR   | Lars Frölander · Svédország                                                       | 50,58    | James Hickman · Egyesült Királyság                                                | 51,32    |
| 200 m-es pillangóúszás   | James Hickman · Egyesült Királyság                                                  | 1:52,93    | Denys Sylantyev · Ukrajna                                                         | 1:53,34  | Anatoly Polyakov · Oroszország                                                    | 1:53,54  |
|                          |                                                                                     |            |                                                                                   |          |                                                                                   |          |
| 100 m-es vegyes úszás    | Peter Mankoč · Szlovénia                                                            | 52,94      | Jens Kruppa · Németország                                                         | 54,10    | Jani Sievinen · Finnország                                                        | 54,17    |
| 200 m-es vegyes úszás    | Peter Mankoč · Szlovénia                                                            | 1:56,18    | Jani Sievinen · Finnország                                                        | 1:56,60  | Alessio Boggiatto · Olaszország                                                   | 1:57,52  |
| 400 m-es vegyes úszás    | Alessio Boggiatto · Olaszország                                                     | 4:06,99    | Robin Francis · Egyesült Királyság                                                | 4:08,49  | Jacob Carstensen · Dánia                                                          | 4:08,58  |
|                          |                                                                                     |            |                                                                                   |          |                                                                                   |          |
| 4 × 50 m-es gyorsváltó   | Ukrajna · Denys Sylantyev · Oleksandr Volynets · Oleg Lisogor · Vyacheslav Shyrshov | 1:26,09 ER | Hollandia · Johan Kenkhuis · Gijs Damen · Ewout Holst · Pieter van den Hoogenband | 1:26,32  | Svédország · Erik Dorch · Stefan Nystrand · Lars Frölander · Jonas Tilly          | 1:26,77  |
| 4 × 50 m-es vegyes váltó | Németország · Stev Theloke · Mark Warnecke · Thomas Rupprath · Carsten Dehmlow      | 1:35,14 ER | Egyesült Királyság · Gregor Tait · James Gibson · James Hickman · Mark Foster     | 1:35,19  | Svédország · Jens Pettersson · Patrik Isaksson · Lars Frölander · Stefan Nystrand | 1:37,71  |

### Női
| Versenyszám              | Arany                                                                                        | Arany      | Ezüst                                                                                | Ezüst   | Bronz                                                                                    | Bronz   |
| ------------------------ | -------------------------------------------------------------------------------------------- | ---------- | ------------------------------------------------------------------------------------ | ------- | ---------------------------------------------------------------------------------------- | ------- |
| 50 m-es gyorsúszás       | Inge de Bruijn · Hollandia                                                                   | 23,89      | Therese Alshammar · Svédország                                                       | 24,09   | Johanna Sjöberg · Svédország                                                             | 24,61   |
| 100 m-es gyorsúszás      | Inge de Bruijn · Hollandia                                                                   | 52,65      | Martina Moravcová · Szlovákia                                                        | 52,97   | Johanna Sjöberg · Svédország                                                             | 53,01   |
| 200 m-es gyorsúszás      | Martina Moravcová · Szlovákia                                                                | 1:54,74 ER | Solenne Figuès · Franciaország                                                       | 1:55,83 | Alessa Ries · Németország                                                                | 1:57,34 |
| 400 m-es gyorsúszás      | Anja Čarman · Szlovénia                                                                      | 4:02,72    | Jana Klocskova · Ukrajna                                                             | 4:02,79 | Irina Ufimtseva · Oroszország                                                            | 4:05,68 |
| 800 m-es gyorsúszás      | Flavia Rigamonti · Svájc                                                                     | 8:17,20    | Anja Čarman · Szlovénia                                                              | 8:20,31 | Irina Ufimtseva · Oroszország                                                            | 8:23,28 |
|                          |                                                                                              |            |                                                                                      |         |                                                                                          |         |
| 50 m-es hátúszás         | Ilona Hlaváčková · Csehország                                                                | 27,06 ER   | Anu Koivisto · Finnország                                                            | 27,75   | Janine Pietsch · Németország                                                             | 27,79   |
| 100 m-es hátúszás        | Ilona Hlaváčková · Csehország                                                                | 57,75 ER   | Sarah Price · Egyesült Királyság                                                     | 59,46   | Janine Pietsch · Németország                                                             | 59,79   |
| 200 m-es hátúszás        | Sarah Price · Egyesült Királyság                                                             | 2,04,59    | Nicole Hetzer · Németország                                                          | 2,06,65 | Anu Koivisto · Finnország                                                                | 2,07,10 |
|                          |                                                                                              |            |                                                                                      |         |                                                                                          |         |
| 50 m-es mellúszás        | Emma Igelström · Svédország                                                                  | 30,56 WR   | Janne Schaefer · Németország                                                         | 30,92   | Vera Lischka · Ausztria                                                                  | 31,37   |
| 100 m-es mellúszás       | Anne Poleska · Németország                                                                   | 1:07,25    | Mirna Jukić · Ausztria                                                               | 1:07,59 | Heidi Earp · Egyesült Királyság                                                          | 1:08,25 |
| 200 m-es mellúszás       | Anne Poleska · Németország                                                                   | 2:21,93 ER | Mirna Jukić · Ausztria                                                               | 2:22,26 | Emma Igelström · Svédország                                                              | 2:23,36 |
|                          |                                                                                              |            |                                                                                      |         |                                                                                          |         |
| 50 m-es pillangóúszás    | Therese Alshammar · Svédország                                                               | 25,73      | Anna-Karin Kammerling · Svédország                                                   | 25,88   | Natalia Soutiaguina · Oroszország                                                        | 27,25   |
| 100 m-es pillangóúszás   | Martina Moravcová · Szlovákia                                                                | 57,20      | Johanna Sjöberg · Svédország                                                         | 57,79   | Anna-Karin Kammerling · Svédország                                                       | 57,98   |
| 200 m-es pillangóúszás   | Otylia Jędrzejczak · Lengyelország                                                           | 2:07,95    | Mette Jacobsen · Dánia                                                               | 2:08,13 | Georgina Lee · Egyesült Királyság                                                        | 2:08,14 |
|                          |                                                                                              |            |                                                                                      |         |                                                                                          |         |
| 100 m-es vegyes úszás    | Martina Moravcová · Szlovákia                                                                | 1:00,16    | Alenka Kejžar · Szlovénia                                                            | 1:00,90 | Oxana Verevka · Oroszország                                                              | 1:01,92 |
| 200 m-es vegyes úszás    | Jana Klocskova · Ukrajna                                                                     | 2:09,52    | Nicole Hetzer · Németország                                                          | 2:09,70 | Alenka Kejžar · Szlovénia                                                                | 2:10,82 |
| 400 m-es vegyes úszás    | Nicole Hetzer · Németország                                                                  | 4:29,46 ER | Jana Klocskova · Ukrajna                                                             | 4:31,31 | Alenka Kejžar · Szlovénia                                                                | 4:33,46 |
|                          |                                                                                              |            |                                                                                      |         |                                                                                          |         |
| 4 × 50 m-es gyorsváltó   | Svédország · Cathrine Carlsson · Johanna Sjöberg · Therese Alshammar · Anna-Karin Kammerling | 1:38,29    | Hollandia · Suze Valen · Hinkelien Schreuder · Annabel Kosten · Inge de Bruijn       | 1:39,02 | Németország · Petra Dallman · Ann-Christiane Langmaack · Katrin Meißner · Janine Pietsch | 1:39,60 |
| 4 × 50 m-es vegyes váltó | Svédország · Therese Alshammar · Emma Igelström · Anna-Karin Kammerling · Johanna Sjöberg    | 1:48,32    | Németország · Janine Pietsch · Janne Schaefer · Catherine Friedrich · Katrin Meißner | 1:49,92 | Hollandia · Suze Valen · Madelon Baans · Inge de Bruijn · Annabel Kosten                 | 1:50,00 |